# علامة ماغنان
علامة ماغنان (بالإنجليزية: Magnan's sign)‏ هي علامة طبية يعاني فيها مدمنو الكوكائين من خدران أو وخز وإحساس بوجود جسم غريب مثل رمال أو بودرة تتحرك تحت الجلد. سميت العلامة على اسم فالنتن ماغنان [الإنجليزية].

## روابط خارجية
- Magnan's sign على قاموس من سمى هذا؟